# Chung Truyền
Chung Truyền (giản thể: 钟传; phồn thể: 鍾傳; bính âm: Zhōng Chuán, ? - 906), tước hiệu Nam Bình vương (南平王), là một quân phiệt vào cuối thời nhà Đường. Ông chiếm cứ một phần rộng lớn của Trấn Nam, giữ chức tiết độ sứ của quân này trên 20 năm.

## Thân thế
Chung Truyền là người Cao An. Ông là một người buôn bán nhỏ khi còn trẻ, và thích săn bắn. Trong một lần, khi đang say rượu, ông gặp phải một con hổ. Thay vì chạy trốn, ông quyết định đấu với con hổ mặc dù không có vũ khí trong tay. Con hổ cào vào vai của ông, song ông cũng giữ được nó và khiến nó không thể tiếp tục tiến công. Đúng lúc có người khác đến và giúp ông chém chết con hổ. (Chung Truyền ghi nhớ sâu đậm sự việc này và sau đó dùng nó để khuyến khích các con của mình nên dùng trí tuệ của họ thay vì sức mạnh bạo lực.)

## Đoạt lấy Giang Tây
Thập niên 870, quân nổi dậy của Vương Tiên Chi qua lại lưu vực Trường Giang, bao gồm Giang Tây. Chung Truyền tập hợp một nhóm người Di-Liêu trong vùng, dùng đồi núi làm thành lũy, quân số cuối cùng lên tới 1 vạn, tự xưng Cao An trấn phủ sứ. Vương Tiên Chi khiển Liễu Ngạn Chương chiếm Phủ châu song sau lại rút đi, Chung Truyền thừa cơ chiếm Phủ châu, Đường Hy Tông sau đó hạ chiếu bổ nhiệm Chung Truyền làm Phủ châu thứ sử.
Năm 882, trong lúc quân nổi dậy của Hoàng Sào đang chiếm đóng Trường An, Chung Truyền tiến công thủ phủ Hồng châu (洪州) của Giang Tây, trục xuất quan sát sứ Cao Mậu Khanh (高茂卿) do triều đình bổ nhiệm. Triều đình Đường ở Thành Đô cũng lo ngại trước việc Mẫn Úc (閔勗) chiếm cứ Hồ Nam, quyết định thăng Giang Tây thành Trấn Nam quân, bổ nhiệm Mẫn Úc làm Trấn Nam tiết độ sứ, hy vọng rằng Mẫn Úc sẽ tiến công Chung Truyền, song Mẫn Úc từ chối. Cũng trong năm đó, theo thỉnh cầu của Hoài Nam tiết độ sứ Cao Biền, triều đình Đường đành phải bổ nhiệm Chung Truyền làm Giang Tây đoàn luyện sứ. Không lâu sau, Đường Hy Tông lại bổ nhiệm Chung Truyền làm Trấn Nam tiết độ sứ, kiểm hiệu thái bảo và Trung thư lệnh, phong tước Dĩnh Xuyên quận vương; sau cải phong Nam Bình vương.

## Cai quản Trấn Nam quân
Các hành động trong vai trò tiết độ sứ của ông được ghi chép một cách rời rạc trong sách sử cổ. Do triều đình Trung ương Đường suy sụp sau loạn Hoàng Sào, các châu huyện không tiến cử nhân tài địa phương, duy có Chung Truyền thường tiến cử kẻ sĩ, tổ chức uống rượu lễ để tiễn đưa, nhiều người muốn nhận được ân huệ của Chung Truyền nên đi cả nghìn lý đến phủ của Chung Truyền.
Phàm mỗi khi xuất quân công chiến, Chung Truyền đều đến cúng bái ở Phật từ, bánh được xếp thành hình tê giác và voi, cao vài tầm. Đến cuối thời gian cai trị, Chung Truyền đánh thuế nặng, các thương nhân do vậy từ bỏ tuyến đường giao thương đi qua Trấn Nam quân.
Năm 896, Chung Truyền, cũng như Trấn Hải tiết độ sứ Tiền Lưu và Vũ Xương tiết độ sứ Đỗ Hồng đều lo sợ trước sự bành trướng của Hoài Nam tiết độ sứ Dương Hành Mật, họ cầu cứu Tuyên Vũ tiết độ sứ Chu Toàn Trung ở phía bắc. Chu Toàn Trung khiển Chu Hữu Cung (朱友恭) đem quân tiến công Hoài Nam,
Năm 897, Chung Truyền lên kế hoạch tiến công Cát châu thứ sử Chu Bội (周琲). Chu Bội quyết định bỏ Cát châu, chạy sang Hoài Nam.
Năm 898, Đường Chiêu Tông bổ nhiệm Chung Truyền làm Thị trung.
Sau khi Chung Truyền bỏ Phủ châu, Nguy Toàn Phúng thừa cơ chiếm cứ, đến năm 901, Chung Truyền đem binh vây Nguy Toàn Phúng tại Phủ châu, bỗng xuất hiện hỏa hoạn trong thành, khiến sĩ dân hoảng sợ. Chư tướng thỉnh công thành ngay, song Chung Truyền nói: "Thừa cơ khi người khác gặp nguy là phi nhân", lại nói: "Tội của Toàn Phúng, không làm hại dân". Sau khi hỏa hoạn kết thúc, Nguy Toàn Phúng biết chuyện liền cứ sứ giả đến tạ tội, đề nghị gả một con gái làm vợ của Chung Khuông Thì- con của Chung Truyền. Sau đó, ông ta trung thành ít nhất là trên danh nghĩa với Chung Truyền.

## Qua đời
Trong khi đó, Chung Truyền bổ nhiệm Chu Khuông Thì và con nuôi là Chung Diên Quy (鍾延規) làm thứ sử (Trung Khuông Thì giữ chức Viên châu thứ sử còn Chung Diên Quy giữ chức Giang châu thứ sử). Khi Chung Truyền qua đời vào năm 906, các binh sĩ ủng hộ Chu Khuông Thì làm lưu hậu.